# Jérôme Pineau
Jérôme Pineau (* 2. Januar 1980 in Mont-Saint-Aignan) ist ein ehemaliger französischer Radrennfahrer und späterer Teammanager eines Radsportteams. Er gewann unter anderem die Tour de l’Ain 2004 und eine Etappe beim Giro d’Italia 2010.

## Sportliche Karriere

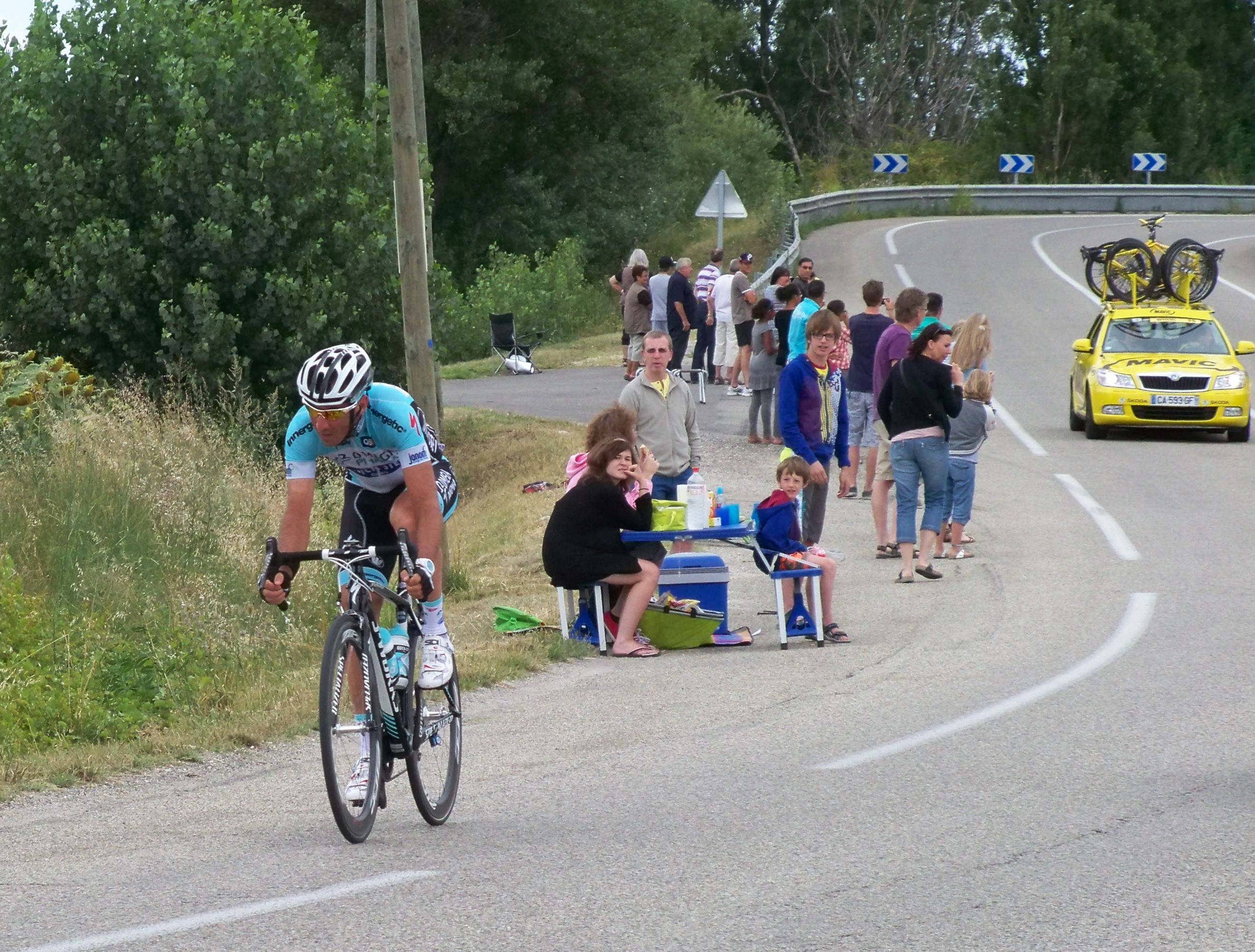
Jérôme Pineau bei der Tour de France 2012.

Im Jugendalter spielte Pineau zunächst auch Fußball und wechselte erst mit 17 Jahren vollständig aufs Rad. Im Jahr 1999 trat er der Radsportmannschaft Vendée U, dem Farmteam des damaligen Teams Bonjour von Jean-René Bernaudeau. 2002 wechselte Pineau von Vendée U in den Profikader von Bonjour. Noch im gleichen Jahr konnte er die Normandie-Rundfahrt gewinnen. Im gleichen Rennstall, seit 2003 mit dem Namen Brioches La Boulangère auftretend, entschied er im Jahr 2003 die Polynormande für sich und gewann eine Etappe bei der Tour de l’Ain; in der Gesamtwertung lag er am Ende auf dem dritten Rang hinter Axel Merckx und Samuel Dumoulin.
In der Saison 2004 nahm Pineau erneut an der Tour de l’Ain teil. Die Grundlage für den späteren Gesamtsieg legte er mit dem Gewinn der ersten Etappe dieses Vier-Etappen-Rennens. In der gleichen Saison gewann er außerdem noch die Clásica de Almería und war auf einer Etappe von Paris–Bourges erfolgreich. Zum Saisonabschluss war er der bestplatzierte Franzose in der UCI-Weltrangliste.
Von 2002 bis 2014 nahm Pineau an jeder Tour de France teil. Die beste Platzierung im Gesamtklassement konnte er 2004 mit Rang 27 erreichen, nachdem er 2002 auf dem 87. Rang debütierte. 2005 fuhr er immer noch in der Mannschaft von Bernaudeau, die sich mittlerweile Bouygues Télécom nannte. Die Frankreich-Rundfahrt beendete er in diesem Jahr als 43. Ein Jahr später nahm er neben der Tour, bei der er sieben Tage lang die Bergwertung anführte, auch erstmals an der Vuelta a España teil, konnte sie aber nicht zu Ende fahren und brach auf der elften Etappe ab. Die nächsten drei Jahre konzentrierte Pineau sich wieder ausschließlich auf die Tour de France, nahm aber beispielsweise auch an Paris–Nizza und den Olympischen Sommerspielen 2008 in Peking (Straßenrennen; 13. Platz) teil. Zu Saisonbeginn 2009 wechselte Pineau zum belgischen Quick Step Cycling Team.
Bei seiner ersten Giro-Teilnahme 2010 rettete sich Pineau in einer Ausreißergruppe knapp vor den Sprintern als Etappenerster über die Ziellinie der fünften Etappe und war damit der erste Franzose seit Christophe Le Mével 2005, der eine Giro-Etappe gewann. In einem anschließenden Interview gab er an, jahrelang wegen fehlender Erfolge an Depressionen gelitten zu haben. Während der folgenden Tour de France 2010 übernahm er auf der zweiten Etappe die Führung in der Bergwertung und trug das Gepunktete Trikot des Führenden dieser Wertung danach auf acht Etappen. Im Berg-Endklassement spielte er keine Rolle mehr.
Die nächsten Jahre verliefen weniger erfolgreich für Pineau: er konnte 2011 noch den Grote Prijs Jef Scherens gewinnen, bei Giro und Tour landete er aber jeweils deutlich im hinteren Feld und wurde 2013 sogar zehntletzter der Tour de France. Zur Saison 2014 wechselte Pineau gemeinsam mit seinem Landsmann Sylvain Chavanel zum Schweizer Radsportteam IAM. Er fuhr bei der Frankreich-Rundfahrt 2014 für den Kapitän Chavanel und belegte im Endklassement Platz 58.
Ende 2015 beendete Pineau seine Radsportlaufbahn.

## Berufliches
Im Juli 2017 kündigte Pineau an, ein neues französisches UCI Continental Team rund um den Fahrer Bryan Coquard aufzubauen. Ziel sei, nach drei Jahren in der UCI WorldTour mitzufahren.

## Erfolge
2002
- Normandie-Rundfahrt

2003
- Polynormande

2004
- Clásica de Almería
- Tour de l’Ain und eine Etappe
- eine Etappe Paris–Bourges

2010
- eine Etappe Giro d’Italia

2011
- Grote Prijs Jef Scherens

## Grand-Tour-Platzierungen
| Grand Tour            | 2002 | 2003 | 2004 | 2005 | 2006 | 2007 | 2008 | 2009 | 2010 | 2011 | 2012 | 2013 | 2014 | 2015 |
| --------------------- | ---- | ---- | ---- | ---- | ---- | ---- | ---- | ---- | ---- | ---- | ---- | ---- | ---- | ---- |
| Giro d’ItaliaGiro     | –    | –    | –    | –    | –    | –    | –    | –    | 58   | 84   | –    | 124  | –    | DNF  |
| Tour de FranceTour    | 87   | 71   | 27   | 43   | 83   | 68   | 38   | 88   | 66   | 54   | 112  | 159  | 58   | –    |
| Vuelta a EspañaVuelta | –    | –    | –    | –    | DNF  | –    | –    | –    | –    | –    | –    | –    | –    | –    |